# كيث ألين (لاعب هوكي جليد)
كيث ألين هو لاعب هوكي جليد كندي، ولد في 21 أغسطس 1923 في ساسكاتون في كندا، وتوفي في 4 فبراير 2014 في فيلادلفيا في الولايات المتحدة بسبب خرف.

## وصلات خارجية
- كيث ألين على موقع دوري الهوكي الوطني (الإنجليزية)
- كيث ألين على موقع EliteProspects.com (الإنجليزية)
- كيث ألين على موقع HockeyDB.com (الإنجليزية)
- كيث ألين على موقع Hockey-Reference.com (الإنجليزية)